# 韩正卿
韩正卿（1934年12月—2015年），男，甘肃宕昌人，中华人民共和国政治人物，曾任中共定西地委书记:92, 98，中共甘肃省委常委，甘肃省政协副主席。被誉为“当代大禹”、“扶贫状元”。